# Associazione Sportiva Seregno 1936-1937
Questa voce raccoglie le informazioni riguardanti  l'Associazione Sportiva Seregno nelle competizioni ufficiali della stagione 1936-1937.

## Rosa
| N. |                   | Ruolo | Calciatore         |
| -- | ----------------- | ----- | ------------------ |
|    | Italia (bandiera) | C     | Albino Argenta     |
|    | Italia (bandiera) | C     | Felice Arienti     |
|    | Italia (bandiera) | A     | Guglielmo Arienti  |
|    | Italia (bandiera) | D     | Virginio Ballabio  |
|    | Italia (bandiera) | D     | Oreste Bonacina    |
|    | Italia (bandiera) | P     | Ugo Bottini        |
|    | Italia (bandiera) | D     | Enrico Brustia     |
|    | Italia (bandiera) | A     | Amedeo Cabiati     |
|    | Italia (bandiera) | C     | Francesco Ceriotti |

| N. |                   | Ruolo | Calciatore         |
| -- | ----------------- | ----- | ------------------ |
|    | Italia (bandiera) | A     | Anasperto Consonni |
|    | Italia (bandiera) | C     | Egidio Crippa      |
|    | Italia (bandiera) | C     | Aldo Ducceschi     |
|    | Italia (bandiera) | D     | Dante Guagnetti    |
|    | Italia (bandiera) |       | Marco Leveni       |
|    | Italia (bandiera) | A     | Filippo Marelli    |
|    | Italia (bandiera) |       | Mario Paiè         |
|    | Italia (bandiera) | A     | Augusto Ravetta    |
|    | Italia (bandiera) |       | Piero Zappa        |